# 江北駅 (吉林省)
江北駅（こうほくえき）は、中華人民共和国吉林省吉林市竜潭区に位置する吉舒線、長図線の駅。

## 歴史
- 1942年1月1日 - 満洲国国有鉄道京図線所属の簡易駅として開業。キロ程は135.0。電報略号は「コホ」[1]。
- 1943年10月1日 - 江北信号場を併設[1]。
- 1943年12月5日 - 普通駅に種別変更。江北信号場を廃止[1]。
- 1944年12月1日 - 金珠線の江北駅から新吉林駅までが開通し、分岐駅となる。同時に私設鉄道の吉林鉄道の内、新吉林駅から金珠駅までが国有化され、金珠線となる[2]。

## 隣の駅
中華人民共和国鉄道部
長図線
竜潭山駅 - 江北駅 - 唐房駅
吉舒線
竜潭山駅 - 江北駅 - 吉林北駅